# The Police
The Police fue una banda británica de rock formada en Londres en 1977. Durante la mayor parte de su historia, la formación consistió en el compositor principal Sting (voz principal y bajo), Andy Summers (guitarra) y Stewart Copeland (batería y percusión). La banda se hizo mundialmente popular a fines de la década de 1970 y principios de la de 1980. Emergiendo en la escena new wave británica, tocaron un estilo de rock influenciado por los géneros punk, pop, reggae y jazz.
Su álbum debut de 1978, Outlandos d'Amour, alcanzó el número 6 en la lista de álbumes del Reino Unido gracias a los sencillos «Roxanne» y «Can't Stand Losing You». Su segundo álbum de estudio Reggatta de Blanc (1979), se convirtió en el primero de cuatro álbumes de estudio n.º 1 consecutivos en el Reino Unido y Australia; sus dos primeros sencillos exitosos, «Message in a Bottle» y «Walking on the Moon», se convirtieron en sus primeros números uno en el Reino Unido. Sus siguientes dos álbumes de estudio, Zenyatta Mondatta (1980) y Ghost in the Machine (1981), condujeron a un mayor éxito comercial y de crítica con dos canciones, «Don't Stand So Close to Me» y «Every Little Thing She Does Is Magic», convirtiéndose en sencillos número uno del Reino Unido y éxitos Top 5 en otros países; el álbum anterior fue su gran avance en los EE. UU. Alcanzando el número cinco en el Billboard 200 de EE. UU. Su último álbum de estudio, Synchronicity (1983), fue el número 1 en el Reino Unido, Canadá, Australia, Italia y EE. UU., vendiendo más de 8 millones de copias en EE. UU. Su sencillo principal, «Every Breath You Take», se convirtió en su quinto número uno en el Reino Unido y el único número uno en los Estados Unidos. Durante este tiempo, el grupo fue considerada uno de los líderes de la Segunda Invasión Británica de los Estados Unidos; en 1983, Rolling Stone los etiquetó como "el primer acto británico de new wave en abrirse camino en Estados Unidos a gran escala, y posiblemente la banda más grande del mundo". The Police se disolvió en 1986, pero se reunió a principios de 2007. para una gira mundial única que finalizó en agosto de 2008. Fueron los músicos con mayores ingresos del mundo en 2008, debido a su gira de reunión, que fue la gira con mayor recaudación de 2007. The Police ha vendido más de 75 millones de discos, lo que los convierte en una de las bandas más vendidas de todos los tiempos. La banda ganó varios premios musicales, incluidos seis premios Grammy, dos premios Brit (ganando una vez el premio al mejor grupo británico) y un premio MTV Video Music. En 2003, fueron incluidos en el Salón de la Fama del Rock and Roll. Cuatro de sus cinco álbumes de estudio aparecieron en la lista de Rolling Stone de los "500 mejores álbumes de todos los tiempos". El grupo musical fue incluido entre las listas de Rolling Stone y VH1 de los "100 mejores artistas de todos los tiempos".

## Historia

### Inicios

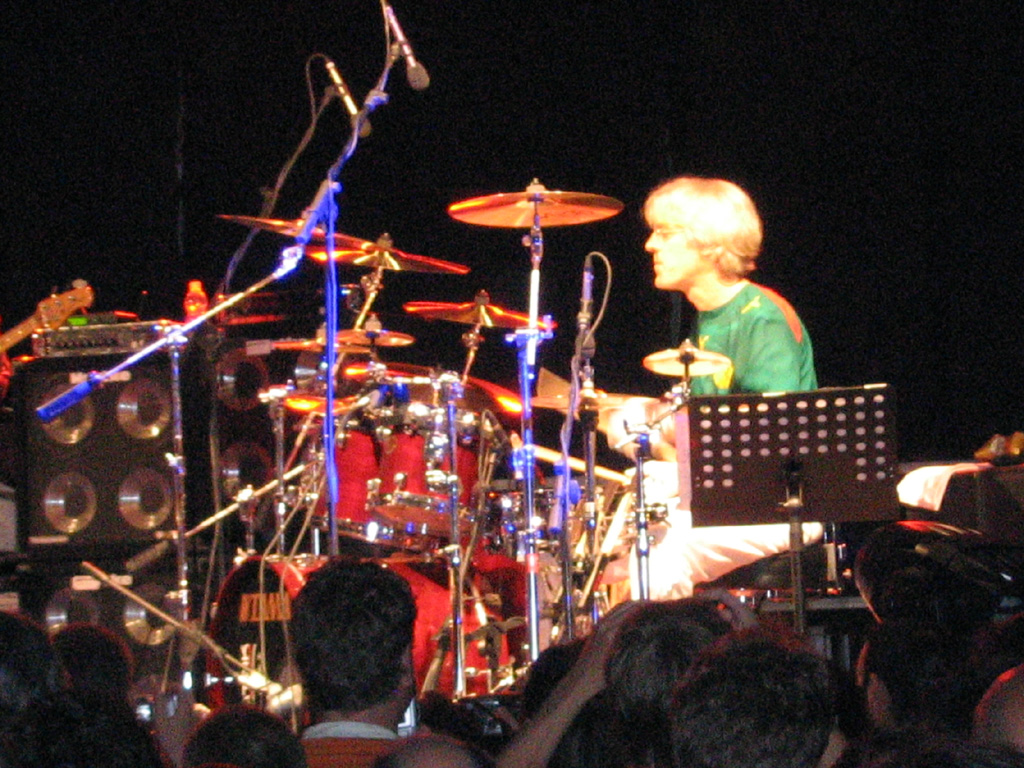
Stewart Copeland.

El trío además del cantante y bajista Sting (nacido el 2 de octubre de 1951 en Newcastle upon Tyne), estaba compuesto por el baterista Stewart Copeland (nacido el 16 de julio de 1952 en la localidad estadounidense de Alexandria, Virginia) y el guitarrista de origen francés, Henry Padovani, quien pronto sería sustituido por Andy Summers (nacido el 31 de diciembre de 1942 en Lancashire), para esos tiempos era un músico que ya contaba con un largo recorrido en la música rock, pues había estado en bandas como The Animals o Zoot Money. También había tocado con Kevin Ayers y Neil Sedaka.
En enero de 1977, Copeland, Sting y Padovani comenzaron a intentar abrirse paso en el género punk. Su debut discográfico se produjo con el sencillo «Fall Out», canción compuesta por Copeland, editada en el sello independiente IRS. El tema recogió una relativa resonancia pero no fue suficiente para el despegue de la banda. El primer problema al que el grupo se vio enfrentado, fue la poca experiencia de Padovani como guitarrista, lo cual limitaba la capacidad creativa del grupo. Por ese entonces el líder de la banda era Copeland, quien componía y hasta tocaba la guitarra («Fall Out» fue íntegramente grabada con Copeland en la guitarra). Copeland insistía en que el grupo tenía que seguir la corriente del punk y en mantener a Henry en la formación. Sting no estaba conforme ya que no le gustaba el punk por lo limitada de su estructura y estaba frustrado al no poder desplegar sus capacidades.
El encuentro con Andy Summers vendría al poco tiempo, cuando, durante unos ensayos con el músico Mike Howlett, del grupo Gong coinciden los 3 por primera vez. Summers ya conocía de antes a Howlett y The Police (hasta ese momento con Copeland, Sting y Padovani) iba a participar de un tributo a Gong. Tras los ensayos para el tributo Howlett propone a Sting, Copeland y Summers formar una banda pero a lo inusual de mantener en el mismo grupo dos bajistas (Howlett y Sting). De esas sesiones se registraron varias demos que posteriormente se publicarían bajo el título Police Academy como grupo Strontium 90. En ese álbum aparece una versión demo de «Every Little Thing She Does Is Magic». Summers percibe que hay algo que podría lograr en esa banda, pero Padovani no encaja, Summers es un tipo experimentado y que a esas alturas ya se había codeado con todos los músicos de su época (Eric Clapton, Jimi Hendrix o Jimmy Page) y Padovani tenía un estilo mucho más cercano al punk. Copeland empecinado con mantener a Padovani en la banda sugirió probar con un cuarteto pero la diferencia seguía siendo abismal entre ambos guitarristas, la banda no enacajaba y no había un buen ambiente. Todo eso llevó a Summers a darles un ultimátum a Sting y Copeland: "quiero que el grupo sea un trío". Summers relataba en su libro "El tren que no perdí" esa situación diciendo que "me sentía mal porque le estaba quitando el empleo a otra persona, pero ¿de qué empleo hablo, el del guitarrista de una banda que no es nada y no ha llegado a ninguna parte?".

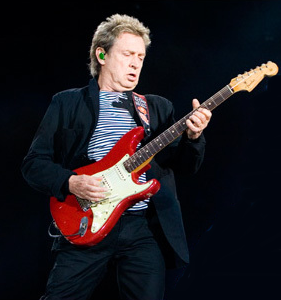
Andy Summers, guitarrista del grupo.

Sting finalmente pidió a Padovani que dejase la banda y quedó la formación que los hizo legendarios. El grupo no obstante aún tenía varios problemas por resolver: la falta de lugares donde ir a tocar o una cantidad de temas convincentes o lugares donde poder grabar con cierta comodidad. Pronto todo empezaría a cambiar: The Police tenía que ir a telonear a una banda a París, pero el concierto se canceló y para colmo se le echó a perder el viejo automóvil a Andy y mientras empujaban la chatarra sobre un puente de París les pilló la lluvia. A la noche Copeland y Summers fueron a ver Star Wars. Sting prefirió salir a caminar y en medio de eso paseó por Pigalle, lugar donde se ven "lindas prostitutas". Fruto de esa observación Sting compuso una canción en un ritmo bossa nova; después junto a Stewart Copeland deciden realizarle unas modificaciones: ponerle ritmo reggae y un coro punk. El resultado se llamó «Roxanne».
El resultado de esa grabación le pareció excelente a Miles, hermano de Copeland y mánager de la banda, quien, hasta ese entonces, no le veía futuro a la banda y dijo que los llevaría al sello A&M. En su primera edición, «Roxanne» no consiguió llamar la atención. La canción se incluyó en su primer álbum, Outlandos d'Amour (1978), uno de sus mejores trabajos y el más enérgico e inmediato, en donde sonaban temas clásicos del grupo como «So Lonely», «Can't Stand Losing You», «Next to You» o «Born in the 50's».

### Llegada a la fama

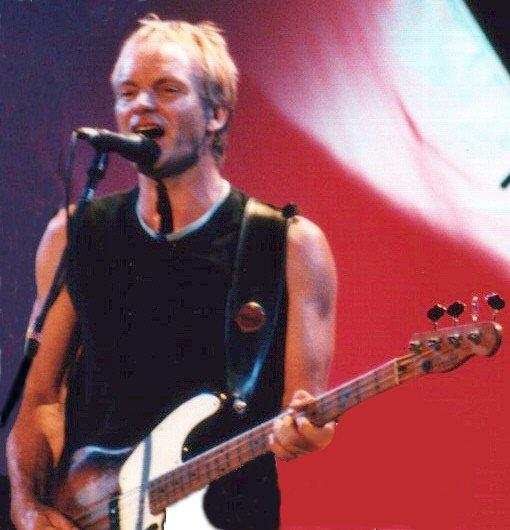
Sting en concierto.

Este brillante inicio de su discografía se confirmaría con discos que copaban las listas de ventas de toda Europa como Reggatta de Blanc (1979), álbum que incluye canciones muy conocidas como «Message in a Bottle» o «Walking on the Moon». Zenyattà Mondatta (1980) el álbum que coronó a la banda en los Estados Unidos alcanzó el número 5 en la lista Billboard gracias a canciones como «Don't Stand So Close to Me» o «De Do Do Do, De Da Da Da». Estos dos últimos discos fueron coproducidos con la banda por Nigel Gray quien había ocupado puesto de ingeniero de sonido de su debut.
Traspasados los años 1980 The Police fue abandonando su condición new wave para centrarse en su vertiente más pop. Así sucede en Ghost in the Machine (1981), un disco producido por Hugh Padgham que incluye los sencillos «Spirits in the Material World», «Invisible Sun» y «Every Little Thing She Does Is Magic». El éxito permanecía invariable en el Viejo Continente alcanzando el número 2 en los Estados Unidos. Comenzando la década realizan una gira a América del Sur que ejerce una importantísima influencia en la embrionaria movida New Wave suramericana. El 19 y 20 de febrero de 1982 se presentan en el Festival de Viña del Mar (Chile) alcanzando gran éxito entre el público juvenil asistente.
En 1983 publican Synchronicity un álbum que obtuvo excelentes críticas gracias a un conjunto de canciones muy bien valoradas como «Every Breath You Take», que se convertiría en todo un himno de la banda, además de videoclips muy bien realizados como «Wrapped Around Your Finger» (que haría famoso el rostro de Sting) o el de «Every Breath You Take». La gira de Synchronicity les permitió tocar en el Shea Stadium lugar donde The Beatles se presentó en 1965 ante 48.000 personas. Este sería el punto de inflexión de la fama del trío.

### Disolución
El último concierto oficial de The Police en su etapa original fue el 4 de marzo de 1984 en Australia en la última fecha de la gira del disco Synchronicity. Las tensiones y egos entre los distintos componentes provocaron la disolución del trío aunque nunca emitieron un comunicado sobre su disolución. Sting inició una carrera en solitario en 1985 llena de triunfos comerciales en donde había lugar para el pop con influencias jazz, soul o AOR.
Copeland tendió, entre otros proyectos, hacia la composición de bandas sonoras. Cuando todavía militaba en The Police editó un EP bajo el seudónimo Klark Kent, y después de la separación del grupo formó parte de conjuntos como Animal Logic o el más reciente Oysterhead, junto al bajista y cantante de Primus, Les Claypool, y el guitarrista Trey Anastasio de Phish. Colaboró también tocando la batería en algunas piezas del álbum So de Peter Gabriel.
Por su parte Summers colaboró con grupos de rock progresivo y jazz. Andy Summers tocó como invitado en algunos conciertos de la gira de Sting en 1991, perteneciente a su disco solista The Soul Cages. Sting grabó como músico invitado en un disco de jazz de Summers.
Durante este periodo The Police también realizó diversos conciertos en vivo como en 3 conciertos benéficos en junio de 1986 organizados por Amnistía Internacional. También el grupo tocó en la boda del propio Sting celebrada en 1992. En 2003 el trío se reunió con motivo de su ingreso en el Salón de la Fama. Cuatro años más tarde se reunieron para la entrega de los premios Grammy en febrero del 2007 e interpretaron «Roxanne».

### Reunificación y gira

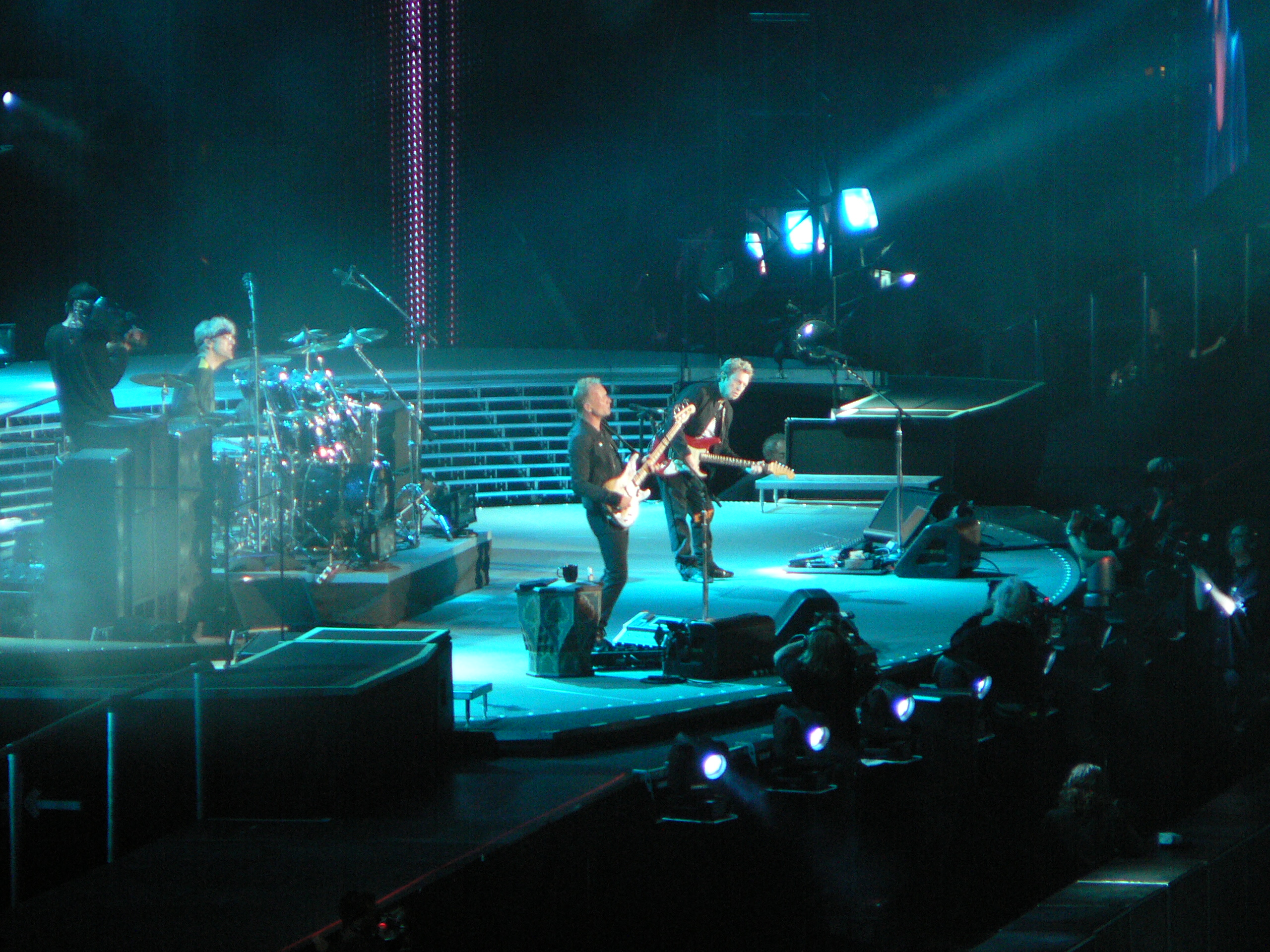
The Police en conjunto tocando en concierto.

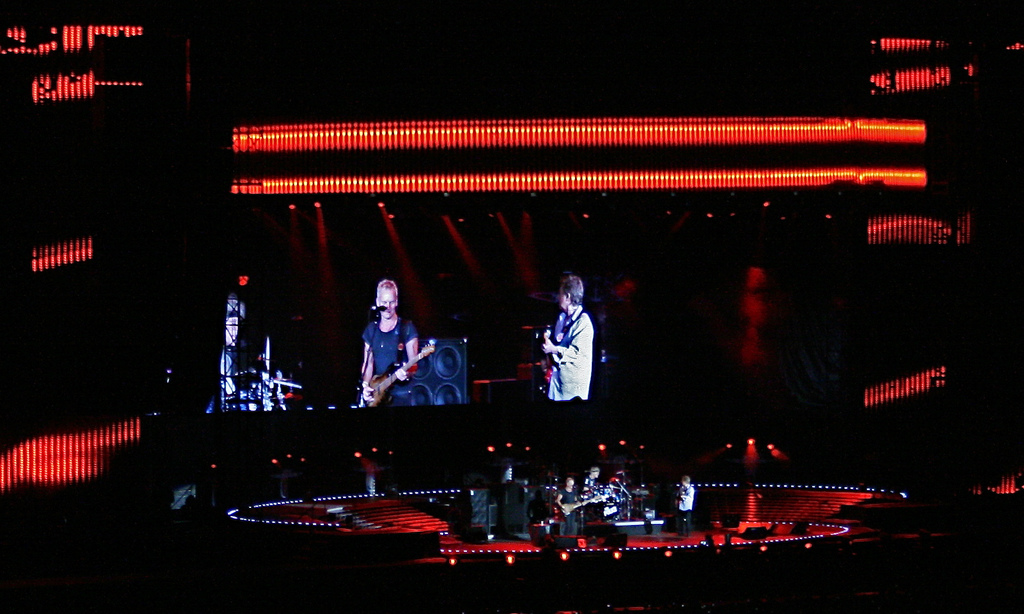
The Police en concierto en Turín cantando Roxanne.

A comienzos del 2007 luego de una serie de rumores que sugerían una posible reunión del grupo como conmemoración de los 30 años de su primer sencillo, la banda se reúne para tocar en los Grammys, abriendo la ceremonia al grito de "Somos The Police, y estamos de vuelta para continuar tocando Roxanne". En los meses siguientes The Police anunció una gira mundial, rememorando los viejos éxitos de la banda. La gira comenzó en Vancouver a finales de mayo, y terminó en Nueva York el 7 de agosto de 2008, después de 150 conciertos, fue una de las giras más exitosa del año. Recorrieron Estados Unidos, México, Chile, Argentina, Brasil, Japón, España y Canadá entre otros países.

## Presentación en directo
En general, The Police actuó en directo como power-trío (guitarra, bajo y batería como instrumentos presentes). Las excepciones fueron las siguientes; En julio de 1977 tocaron como cuarteto, ya que pasaban por la transición entre la llegada del guitarrista Andy Summers y el despido del guitarrista Henry Padovani. En la gira del disco Ghost in the Machine (2/10/1981 - 3/09/1982), el grupo contrató a una sección de vientos formada por The Chops. Para la gira del disco Synchronicity (23/07/1983 - 4/03/1984), contaron con la participación de tres coristas: Michelle Cobb, Dollette McDonald y Tessa Niles. Además, en el escenario, ya para la gira de Zenyatta Mondatta, contaban con dos sintetizadores: uno para Sting y otro para Andy Summers; pero nunca entró en escena un músico de apoyo.
Capítulo aparte son los pocos conciertos benéficos, que dieron en 1986, ya que tocaron con Bono, de U2, y numerosas coristas. En el homenaje por su ingreso al Salón de la Fama, el 10 de marzo de 2003, tocaron la última canción con la participación de Steven Tyler, Gwen Stefani y John Mayer como coristas.
En su regreso en la nueva gira (28/05/2007 - 07/08/2008) volvieron con una alineación pura de power-trío. En un concierto de París de 2007 tocaron como cuarteto en la última canción, gracias a la participación del exguitarrista de la banda Henry Padovani. Mención aparte merece la participación de Fiction Plane, la banda del hijo de Sting cuando tocaron juntos «Next To You» en Hawái. Respecto de los temas «Be My Girl (Sally)», «On Any Other Day» y «Mother»: para «Sally» Andy relata la historia de un hombre que compró una muñeca inflable y en «Mother» un paranoíco aterrado por su madre. «On Any Other Day» es cantada por Stewart con el apoyo de Sting en los coros.

## Estilo
Su estilo en términos generales se define como new wave, sin embargo, durante toda su carrera mantuvieron fuertes influencias del reggae, además de incluir elementos del jazz, el funk, el punk y el pop en algunas de sus canciones. Finalizaron su carrera con un disco reconocido como su mejor trabajo, tanto por la crítica como por sus fanáticos: Synchronicity, en la cual se encuentra uno de sus temas más conocidos, número 1 en todo el mundo, "Every Breath You Take".

## Miembros
Primera formación (principios de diciembre de 1976-agosto de 1977)
- Sting - Voz líder, bajo y teclados.
- Stewart Copeland - Batería, percusión, piano, guitarra rítmica y coros.
- Henry Padovani - Guitarra líder.

Segunda formación (agosto de 1977 en adelante)
- Sting - Voz líder, bajo, piano y teclados.
- Andy Summers - Guitarra, piano y coros.
- Stewart Copeland - Batería, teclados, percusión y coros.

## Discografía
Álbumes de estudio
- Outlandos d'Amour (1978)
- Reggatta de Blanc (1979)
- Zenyattà Mondatta (1980)
- Ghost in the Machine (1981)
- Synchronicity (1983)

Álbumes en vivo
- Live! (1995)
- Certifiable: Live in Buenos Aires (2008)

Álbumes recopilatorios
- Every Breath You Take: The Singles (1986)
- Greatest hits (1992)
- Message in a Box: The Complete Recordings: Greatest hits, lados b y rarezas (1993)
- The Police (2007)
- Flexible Strategies (2018)

Álbumes de varios artistas
- Brimstone & Treacle (1982)
- Fantasy Palace (1989)